# Francis Crick
Francis Harry Compton Crick (Northampton, Regne Unit, 1916 - San Diego, EUA, 2004) fou un biòleg i professor universitari britànic guardonat amb el Premi Nobel de Medicina o Fisiologia l'any 1962 per descobrir l'estructura molecular de l'ADN el 1953, al costat de James Dewey Watson i Maurice Wilkins. El descobriment es basà en la recerca prèvia de Rosalind Franklin, Raymond Gosling i el mateix Wilkins.

## Biografia
Crick va ser el primer fill de Harry Crick (1887-1948) i Annie Elizabeth Crick (de soltera Wilkins; 1879-1955). Va néixer el 8 de juny de 1916 i es va criar en Weston Favell, llavors un petit poble pròxim a la ciutat anglesa de Northampton, en el qual el pare i l'oncle de Crick dirigien la fàbrica de botes i sabates de la família. El seu avi, Walter Drawbridge Crick (1857-1903), naturalista aficionat, va escriure un estudi sobre els foraminífers locals (protistos unicel·lulars amb petxina), va mantenir correspondència amb Charles Darwin, i dos gasteròpodes (caragols o llimacs) van rebre el seu nom.
Des de molt jove, Francis es va sentir atret per la ciència i pel que podia aprendre sobre ella en els llibres. De nen, els seus pares li portaven a l'església. Però cap als dotze anys va dir que no volia anar més, ja que preferia la cerca científica de respostes a les creences religioses.
Walter Crick, el seu oncle, vivia en una petita casa en el costat sud de l'avinguda Abington; tenia un rafal en el fons del seu petit jardí on ensenyava a Crick a bufar vidre, a fer experiments químics i a fer impressions fotogràfiques. Quan tenia vuit o nou anys es va traslladar a la classe més jove de la Northampton Grammar School, en Billing Road. Aquesta escola estava a uns 2 km de la seva casa, per la qual cosa podia anar i tornar caminant, per Park Avenue South i Abington Park Crescent, però anava més sovint amb autobús o, més tard, amb bicicleta. L'ensenyament en els cursos superiors era satisfactòria, però no tan estimulant. A partir dels 14 anys, es va educar en la Mill Hill School de Londres (amb una beca), on va estudiar matemàtiques, física i química amb el seu millor amic John Shilston. Va compartir el premi a Walter Knox de Química el dia de la fundació de la Mill Hill School, el divendres 7 de juliol de 1933. Va declarar que el seu èxit es va deure a la qualitat de l'ensenyament que va rebre mentre era alumne de Mill Hill.
A l'edat de vint-i-un anys, Crick es va llicenciar en física al University College de Londres. Crick no havia aconseguit una plaça en un col·legi de Cambridge, probablement per no superar el requisit de llatí. Crick va començar el seu doctorat en la UCL, però va ser interromput per la Segona Guerra Mundial. Més tard es va convertir en estudiant de doctorat i membre honorari del Gonville and Caius College de Cambridge i va treballar principalment en el Laboratori Cavendish i en el Laboratori de Biologia Molecular del Consell de Recerca Mèdica (MRC) de Cambridge. També va ser membre honorari del Churchill College de Cambridge i del University College de Londres.
Crick va començar un projecte de recerca de doctorat sobre el mesurament de la viscositat de l'aigua a altes temperatures (que més tard va descriure com "el problema més avorrit imaginable") en el laboratori del físic Edward Neville dona Costa Andrade a l'University College de Londres, però amb l'esclat de la Segona Guerra Mundial (en particular, un incident durant la batalla d'Anglaterra quan una bomba va caure a través del sostre del laboratori i va destruir el seu aparell experimental), Crick es va veure desviat d'una possible carrera en física. No obstant això, durant el seu segon any com a estudiant de doctorat, va rebre el premi de recerca Carei Foster, un gran honor. Va fer un treball postdoctoral en l'Institut Politècnic de Brooklyn.
Durant la Segona Guerra Mundial, va treballar per al Laboratori de Recerca de l'Almirallat, del qual va sorgir un grup de molts científics notables, com David Bates, Robert Boyd, George Deacon, John Gunn, Harrie Massey i Nevill Mott; va treballar en el disseny de mines magnètiques i acústiques, i va ser fonamental en el disseny d'una nova mina eficaç contra els pescamines alemanys.
El 1951 va coincidir amb el biòleg estatunidenc James Watson en la unitat de recerca mèdica dels laboratoris Cavendish de Cambridge. Utilitzant els treballs de difracció dels raigs X duts a terme per Maurice Wilkins, tots dos van estudiar els àcids nucleics, especialment l'ADN, considerat com a fonamental en la transmissió hereditària de la cèl·lula.
A través d'aquests estudis van arribar a la formulació d'un model que reconstruïa les propietats físiques i químiques de l'ADN, compost per quatre bases orgàniques que es combinaven en parells de manera definida per a formar una doble hèlix, la qual cosa determinava una estructura helicoïdal.
Així, Crick i Watson van posar de manifest les propietats de replicació de l'ADN i van explicar el fenomen de la divisió cel·lular a nivell cromosòmic. Al mateix temps van establir que la seqüència de les quatre bases de l'ADN representava un codi que podia ser desxifrat, i amb això van establir les bases dels futurs estudis de genètica i biologia molecular.
Per aquest descobriment, considerat com un dels més importants de la biologia del segle xx, Crick, Watson i Wilkins van ser guardonats amb el Premi Nobel de Fisiologia i Medicina el 1962. A partir de 1977, Crick es va dedicar a l'ensenyament en el prestigiós Salk Institute for Biological Research Studies de Sant Diego.

### Dades Personals
Crick es va casar dues vegades, va tenir tres fills i era l'avi de sis nets; el seu germà Anthony (nascut el 1918) es va morir prèviament el 1966.
Cònjuges: Ruth Doreen Crick, nascuda Dodd (n. 1913, m. 18 de febrer de 1940 - 8 de maig de 1947. m. 2011), es va convertir en la senyora James Stewart Potter.
Odile Crick, nascuda Speed (n. 11 d'agost de 1920, m. 14 d'agost de 1949 - 28 de juliol de 2004, mort el 5 de juliol de 2007).
Fills: Michael Francis Compton (nascut el 25 de novembre de 1940) [per Doreen Crick],
Gabrielle Anne (n. 15 de juliol de 1951) [per Odile Crick], Jacqueline Marie-Therese [posteriorment Nichols] (n. 12 de març de 1954, mort el 28 de febrer de 2011) [per Odile Crick].
Nets: Alexandre (n. Març de 1974), Kindra (n. Maig de 1976), Camberley (n. Juny de 1978),
Francis Henry Riley (n. Febrer de 1981), els quatre fills de Michael i Barbara Crick Mark & Nicholas, els fills de la difunta Jacqueline i Christopher Nichols.
Crick va morir de càncer de còlon el matí del 28 de juliol de 2004 a l'Hospital Thornton de la Universitat de Califòrnia, San Diego (UCSD), a La Jolla; va ser incinerat i les seves cendres es van escampar a l'oceà Pacífic. El 27 de setembre de 2004 es va celebrar un memorial públic al Salk Institute, La Jolla, a prop de San Diego, Califòrnia; entre els ponents convidats hi havia James Watson, Sydney Brenner, Alex Rich, Seymour Benzer, Aaron Klug, Christof Koch, Pat Churchland, Vilayanur Ramachandran, Tomaso Poggio, Leslie Orgel, Terry Sejnowski, el seu fill Michael Crick i la seva filla menor Jacqueline Nichols. El 3 d'agost de 2004 es va celebrar un memorial privat per a familiars i col·legues.

## Recerca científica

### Vida i Obra després de la Segona Guerra Mundial
El 1947, amb 31 anys, Crick va començar a estudiar biologia i va passar a formar part d’una important migració de científics físics cap a la investigació en biologia. Aquesta migració va ser possible gràcies a la recentment guanyada influència de físics com Sir John Randall, que havia ajudat a guanyar la guerra amb invents com el radar. Crick va haver d'ajustar-se de la "elegància i profunda simplicitat" de la física, als "mecanismes químics elaborats que la selecció natural havia evolucionat durant milers de milions d'anys". Va descriure aquesta transició com "gairebé com si hagués de tornar a néixer". Segons Crick, l'experiència de l’aprenentatge de la física li havia ensenyat quelcom important, l'hubris, i el convenciment que, atès que la física ja era un èxit, també haurien de ser possibles grans avenços en altres ciències com la biologia. Crick va considerar que aquesta actitud el va animar a ser més atrevit que els biòlegs típics que tendeixen a preocupar-se pels descoratjadors problemes de la biologia i no pels èxits passats de la física.
Durant la major part de dos anys, Crick va treballar en les propietats físiques del citoplasma al Strangeways Research Laboratory de Cambridge, dirigit per Honor Bridget Fell, amb una beca del Medical Research Council, fins que es va unir a Max Perutz i John Kendrew al Cavendish Laboratory. El Laboratori Cavendish de Cambridge estava sota la direcció general de Sir Lawrence Bragg, que havia guanyat el premi Nobel el 1915 a l'edat de 25 anys. Bragg va influir en l'esforç de vèncer un líder químic nord-americà, Linus Pauling, al descobriment de l'ADN. estructura (després d’haver estat escampada per l’èxit de Pauling a l’hora de determinar l'estructura d’hèlix alfa de les proteïnes). Al mateix temps, el Cavendish Laboratory de Bragg també competia eficaçment amb el King's College de Londres, el departament de biofísica del qual estava dirigit per Randall. (Randall havia rebutjat la sol·licitud de Crick per treballar al King's College.) Francis Crick i Maurice Wilkins, del King's College, eren amics personals, que van influir tant en els successos científics com en l'estreta amistat entre Crick i James Watson. Crick i Wilkins es van conèixer per primera vegada al King's College i no, tal com van registrar erròniament dos autors, a l'Almirallat durant la Segona Guerra Mundial.
L'any 1951 va començar a treballar al costat del nord-americà James D. Watson al Laboratori Cavendish de la Universitat de Cambridge a Anglaterra i consagrà tot el seu temps a la desencriptació de l'estructura de la molècula de l'àcid desoxiribonucleic o ADN, ja identificada pels biòlegs com clau per a l'inici de la comprensió de la genètica.
Basant-se en anàlisis cristal·logràfiques de raigs X realitzades per Rosalind Franklin sobre les competències específiques en genètica, les anàlisis biològiques de Crick i cristal·logràfics de Watson els va permetre proposar una estructura helicoïdal per a l'ADN. Aquesta proposta fou publicada el 25 d'abril de 1953 a la revista Nature. L'estructura de la molècula en doble hèlix va permetre entendre els secrets de la vida: tota la vida a la Terra existeix únicament gràcies a l'ADN, des del bacteri més petit fins a l'home. Aquest descobriment li va valer el Premi Nobel de Medicina o Fisiologia l'any 1962 al costat de James D. Watson i al britànic d'origen neozelandès Maurice Wilkins, els treballs del qual van servir de base.

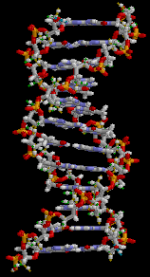
estructura helicoidal de l'ADN

La manca de microscopis prou potents va provocar la inútil recerca d'un bon nombre d'equips científics en intentar llegir l'estructura de la molècula de l'ADN. Crick i Watson van descobrir que fent cristal·litzar la molècula i sotmetent-la a una difracció de raigs X era possible reconstruir la forma de la molècula i entendre el seu funcionament. Cada part de la molècula duu quatre bases químiques enfrontades dues a dues: l'adenina amb la timina i la citosina amb la guanina. Aquestes quatre bases químiques abreujades com A, T, C i G, constitueixen l'alfabet pel qual s'escriuen els gens al llarg de les cadenes d'ADN. Així mateix cada part d'ADN és un doble mirall del que té davant, el que explica per quin motiu l'ADN pot copiar-se i reproduir-se. El desxiframent total d'aquesta molècula no finalitzarà fins a l'any 1966.
L'any 1973 va entrar a treballar a l'Institut Salk de la Universitat de San Diego per a dur a terme investigacions sobre neurociència. Va dedicar els seus esforços a la comprensió del cervell, i va proporcionar a la comunitat científica nombroses idees i hipòtesis, i la demostració experimental de la transmissió d'imatges fixes a 50 Hz per la retina al cervell, el que és una aportació fonamental per al futur de les teories de la percepció visual.
Crick va fer d'altres aportacions importants en el camp de la biologia molecular, per exemple en el mecanisme de la síntesi de proteïnes i el codi genètic. Més endavant va passar a treballar en neurociència, en particular sobre els mecanismes que produeixen la consciència.

## Crick i el LSD
A pesar de la seva imatge pública, Crick fou un devot d'Aldous Huxley i membre fundador d'un grup anomenat Soma que en aquells anys advocava per la legalització del cànnabis, i fou un dels principals impulsors de la reforma de les lleis antidroga per part de les autoritats britàniques.
Aquest grup tingué relació amb el laboratori clandestí més gran d'LSD a Europa, el qual va funcionar des de 1973 fins al seu desmantellament l'any 1977. Així mateix Crick va conèixer Dick Kemp, un famós i brillant bioquímic que purificà la producció de LSD durant la dècada del 1970 i que fou perseguit per distribuir gratuïtament aquesta droga.

## Biologia molecular
El 1954, als 37 anys, Crick va completar la seva tesi doctoral: "Difracció de raigs X: polipèptids i proteïnes" i es va llicenciar. Crick va treballar al laboratori de David Harker al Brooklyn Polytechnic Institute, on va continuar desenvolupant les seves habilitats en l’anàlisi de les dades de difracció de raigs X de proteïnes, treballant principalment sobre la ribonucleasa i els mecanismes de síntesi de proteïnes. David Harker, el cristal·lògraf americà de raigs X, va ser descrit com "el John Wayne de la cristal·lografia" per Vittorio Luzzati, un cristal·lògraf del Centre de Molecular Genetics de Gif-sur-Yvette, prop de París, que havia treballat amb Rosalind Franklin.
Després del descobriment del model d'ADN de doble hèlix, els interessos de Crick es van centrar ràpidament en les implicacions biològiques de l'estructura. El 1953, Watson i Crick van publicar un altre article a Nature que afirmava: "per tant, sembla probable que la seqüència precisa de les bases sigui el codi que porta la informació genètica". (Watson, 1953)

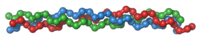
Triple hèlix de col·làgen

El 1956, Crick i Watson van especular sobre l'estructura de petits virus. Van suggerir que els virus esfèrics, com ara el virus de*, tenien simetria icosaèdrica i estaven formats a partir de 60 subunitats idèntiques. (Morgan, GJ 2003)
Després de poc temps a Nova York, Crick va tornar a Cambridge on va treballar fins al 1976, moment en què es va traslladar a Califòrnia. Crick va participar en diverses col·laboracions per difracció de raigs X, com una amb Alexander Rich sobre l'estructura del col·lagen. (Rich A, 1955)
No obstant això, Crick es va apartar ràpidament del treball continu relacionat amb la seva experiència en la interpretació de patrons de difracció de raigs X de proteïnes.
George Gamow va establir un grup de científics interessats en el paper de l'ARN com a intermediari entre l'ADN com a molècula d'emmagatzematge genètic al nucli de les cèl·lules i la síntesi de proteïnes al citoplasma (el RNA Tie Club). Crick tenia clar que havia d’haver un codi pel qual una breu seqüència de nucleòtids especifiqués un aminoàcid concret en una proteïna recentment sintetitzada. El 1956, Crick va escriure un article informal sobre el problema de la codificació genètica per al petit grup de científics del grup RNA de Gamow. (Francis, 1956) En aquest article, Crick va revisar les proves que donaven suport a la idea que hi havia un conjunt comú d’uns 20 aminoàcids que s'utilitzaven per sintetitzar proteïnes. Crick va proposar que hi hagués un conjunt corresponent de petites "molècules adaptadores" que s'unirien amb l’hidrogen a seqüències curtes d'un àcid nucleic i que també s'enllaçarien amb un dels aminoàcids. També va explorar les moltes possibilitats teòriques per les quals seqüències curtes d'àcids nucleics podrien codificar els 20 aminoàcids.
A mitjan dècada de 1950, Crick es va dedicar intel·lectualment a resoldre el misteri de com se sintetitzen les proteïnes. El 1958, el pensament de Crick havia madurat i podia enumerar de manera ordenada totes les característiques clau del procés de síntesi de proteïnes (Francis, 1958):
- informació genètica emmagatzemada en la seqüència de molècules d’ADN
- una molècula d'ARN "missatger" per portar les instruccions per fabricar una proteïna al citoplasma
- molècules adaptadores (poden contenir nucleòtids) per fer coincidir seqüències curtes de nucleòtids en les molècules missatgeres d'ARN amb aminoàcids específics
- complexos ribonucleics-proteïnes que catalitzen l’assemblea d’aminoàcids en proteïnes segons l’ARN missatger

Les molècules adaptadores finalment es van demostrar que eren ARNt i els "complexos ribonucleic-proteics" catalítics es van conèixer com a ribosomes. Un pas important va ser la posterior comprensió (1960) que l'ARN missatger no era el mateix que l'ARN ribosòmic. Tanmateix, res d’això no va respondre a la pregunta teòrica fonamental sobre la naturalesa exacta del codi genètic. Al seu article de 1958, Crick especulava, com altres, que un triplet de nucleòtids podria codificar un aminoàcid. Aquest codi podria ser "degenerat", amb 4 × 4 × 4 = 64 possibles triplets de les quatre subunitats de nucleòtids mentre només hi havia 20 aminoàcids. Alguns aminoàcids poden tenir múltiples codis de triplets. Crick també va explorar altres codis en els quals, per diversos motius, només s'utilitzaven algunes de les tres bessones, produint "màgicament" només les 20 combinacions necessàries. (Brian 2017) Es necessitaven resultats experimentals; la teoria sola no podia decidir la naturalesa del codi. Crick també va utilitzar el terme "dogma central" per resumir una idea que implica que el flux d'informació genètica entre macromolècules seria essencialment unidireccional:
ADN → ARN → Proteïna
Alguns crítics van pensar que, en utilitzar la paraula "dogma", Crick donava a entendre que aquesta era una regla que no es podia posar en dubte, però tot el que volia dir realment era que era una idea convincent sense moltes proves sòlides que la recolzessin. En la seva reflexió sobre els processos biològics que relacionen els gens de l'ADN amb les proteïnes, Crick va fer explícita la distinció entre els materials implicats, l'energia necessària i el flux d'informació. Crick estava concentrat sobre aquest tercer component (informació) i es va convertir en el principi organitzador del que es va conèixer com a biologia molecular. Crick s'havia convertit en aquest moment en un biòleg molecular teòric molt influent.
La prova que el codi genètic és un codi triplet degenerat finalment va provenir d'experiments genètics, alguns dels quals van ser realitzats per Crick. Els detalls del codi provenien principalment de treballs realitzats per Marshall Nirenberg i altres que van sintetitzar molècules d'ARN sintètic i les van utilitzar com a plantilles per a la síntesi de proteïnes in vitro.
Nirenberg va anunciar els seus resultats per primera vegada a un públic reduït a Moscou en una conferència de 1961. La reacció de Crick va ser convidar Nirenberg a oferir la seva xerrada a un públic més nombrós.

## Reconeixements
En honor seu s'anomenà l'asteroide (12845) Crick descobert el 3 de maig de 1997 per l'astrònom belga Eric Walter Elst.